# العملة الكسرية
قدمت العملة الكسرية، والتي يشار إليها أيضًا باسم shinplasters، من قبل الحكومة الفيدرالية للولايات المتحدة بعد اندلاع الحرب الأهلية. كانت هذه الأوراق النقدية ذات الفئة المنخفضة من الدولار الأمريكي قيد الاستخدام في الفترة من 21 أغسطس 1862 إلى 15 فبراير 1876، وأصدرت بفئات 3 و5 و10 و15 و25 و50 سنتًا عبر خمس فترات إصدار. المجموعة الكاملة أدناه هي جزء من المجموعة النقدية الوطنية، الموجودة في المتحف القومي للتاريخ الأمريكي، وهو جزء من مؤسسة سميثسونيان.

## تاريخ

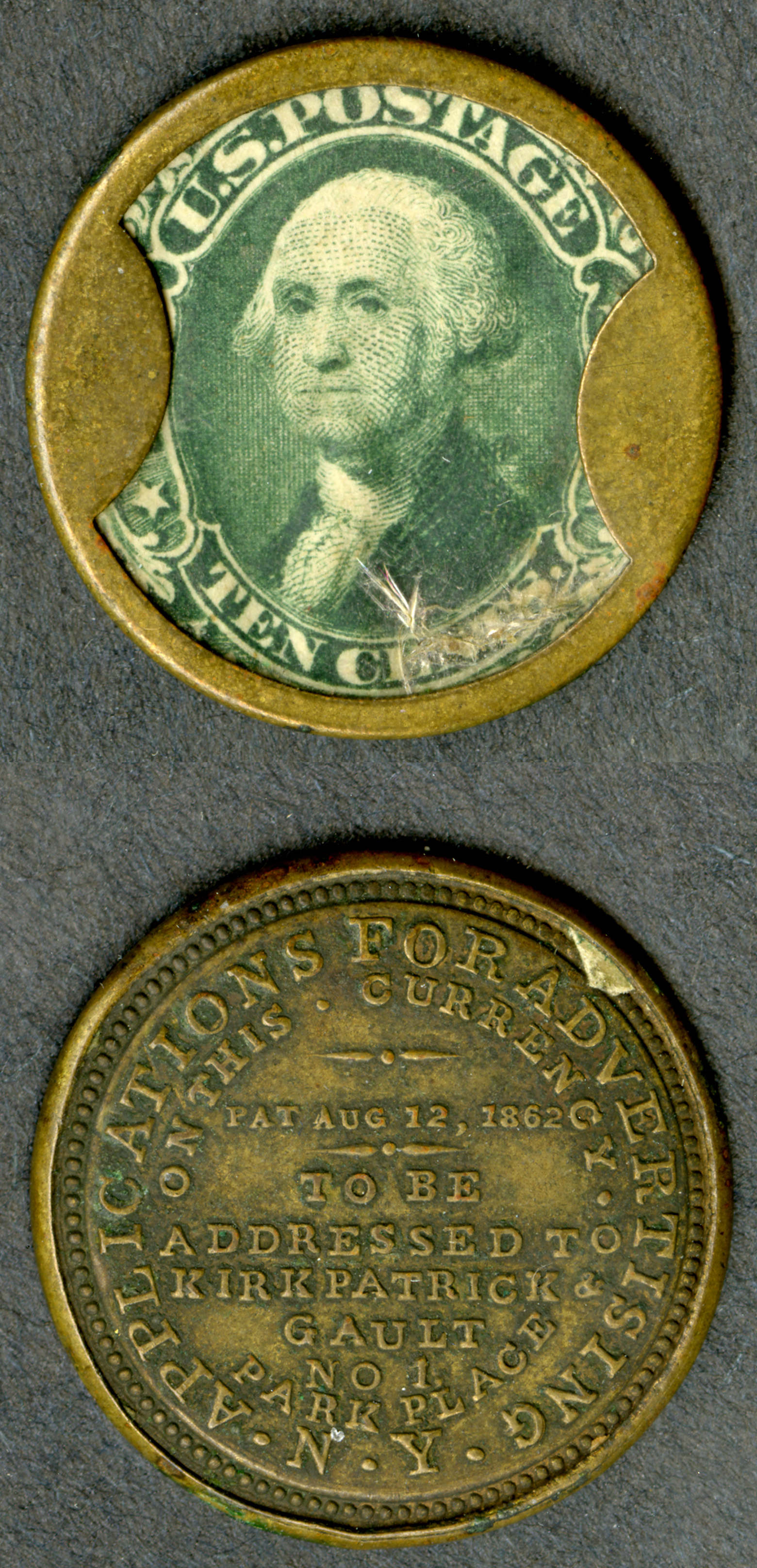
طابع بريدي مغلف صممه جون جولت.

أدى اقتصاد الحرب الأهلية إلى نقص في عملات الولايات المتحدة - خزنت العملات الذهبية والفضية نظرًا لقيمتها الجوهرية مقارنة بالعملة الورقية غير القابلة للاسترداد في ذلك الوقت. في أواخر عام 1861، للمساعدة في تمويل الحرب الأهلية، اقترضت حكومة الولايات المتحدة عملات ذهبية من بنوك مدينة نيويورك مقابل سندات خزانة سبعينيات القرن التاسع عشر وباعتها بنوك نيويورك للجمهور مقابل الذهب لسداد القرض. في ديسمبر/كانون الأول 1861، هزت قضية ترينت ثقة الجمهور مع التهديد بالحرب على جبهة ثانية. أوقفت وزارة الخزانة الأمريكية مدفوعات العملات النقدية وتوقفت البنوك في مدينة نيويورك عن استبدال النقود الورقية بالذهب والفضة. في غياب العملات الذهبية والفضية، بدأت قيمة العملات الورقية في الانخفاض بسبب ارتفاع سعرها. بعد أن أوقفت بنوك نيويورك مدفوعات العملات المعدنية (تلتها بوسطن وفيلادلفيا بسرعة) ارتفعت علاوة الذهب من 1-3% على الورق في أوائل يناير 1862 إلى 9% على الورق في يونيو 1862، وفي ذلك الوقت كان الدولار الورقي الواحد يساوي 91.69 سنتًا من الذهب. وقد أدى هذا إلى تغذية المضاربة على العملات (على سبيل المثال، استبدال الأوراق النقدية بعملات فضية والتي قاموا ببيعها بعد ذلك بسعر أعلى على شكل سبائك)، وأحدث اضطرابًا كبيرًا في الشركات والتجارة. تضمنت الطرق البديلة لتوفير التغيير الصغير إعادة إدخال ربع دولار إسباني في فيلادلفيا، وتقسيم أوراق الدولار إلى أرباع أو نصفين، ورفض توفير التغيير (دون فرض علاوة على توفير العملات الفضية)، أو إصدار ملصقات قصبة الساق الصادرة محليًا (أي تلك التي تصدرها الشركات أو البلديات المحلية)، وهو ما كان محظورًا بموجب القانون في العديد من الولايات.
يعود الفضل إلى أمين خزانة الولايات المتحدة فرانسيس إي. سبينر في إيجاد الحل لمشكلة النقص في العملات المعدنية: حيث ابتكر عملة البريد (التي أدت إلى استخدام العملة الكسرية). كانت العملة البريدية هي الأولى من بين خمسة إصدارات من النقود الورقية الجزئية التي أصدرها مكتب البريد الأمريكي بفئات 5 سنتات و10 سنتات و25 سنتًا و50 سنتًا وأصدرت من 21 أغسطس 1862 حتى 27 مايو 1863. اقترح سبينر استخدام طوابع بريدية مثبتة على ورق الخزانة، مع توقيعه في الأسفل. وبناءً على هذه المبادرة، أيد الكونجرس حلاً مؤقتًا يتضمن العملة الجزئية، وفي 17 يوليو 1862، وقع الرئيس لينكولن على مشروع قانون العملة البريدية ليصبح قانونًا. ومع ذلك، لم يكن القصد أن تصبح الطوابع عملة متداولة.
كان تصميم الإصدار الأول (عملة البريد) يعتمد بشكل مباشر على نماذج Spinner الأصلية المصنوعة يدويًا. وكانت بعض الأصناف تحتوي أيضًا على حافة مثقبة تشبه الطوابع. على الرغم من عدم اعتبارها مناقصة قانونية، يمكن استبدال العملة البريدية بأوراق نقدية أمريكية في مجموعات بقيمة 5 دولارات وكانت قابلة للاستلام كسداد لجميع المستحقات للولايات المتحدة، حتى 5 دولارات. لن تتضمن الإصدارات اللاحقة صور الطوابع، وتمت الإشارة إليها باسم العملة الكسرية. على الرغم من تشريع يوليو 1862، ظلت طوابع البريد شكلاً من أشكال العملة حتى اكتسبت العملة البريدية زخمًا في ربيع عام 1863. في عام 1863، طلب وزير الخزانة تشيس عملة جزئية جديدة كان تزويرها أصعب من العملة البريدية. كانت أوراق العملة الكسرية الجديدة مختلفة عن أوراق العملة البريدية الصادرة عام 1862. كانت أكثر لونًا مع الطباعة على الوجه الخلفي، واستخدمت العديد من التدابير لمكافحة التزوير: ورق تجريبي، وإضافة رسوم إضافية، وطبعات فوقية، وورق نهاية أزرق، وألياف حريرية، وعلامات مائية على سبيل المثال لا الحصر. وقاموا ببيع دروع العملة الكسرية التي تحتوي على عينات من جانب واحد إلى البنوك لتوفير معيار للمقارنة للكشف عن العملات المزيفة. ظل استخدام البريد والعملة الكسرية مستمرًا حتى عام 1876، عندما سمح الكونغرس بسك عملات فضية كسرية لاسترداد العملة الكسرية المتبقية.

## فترات الإصدار والأصناف
| فترة الإصدار | تواريخ الفترة                 | الطوائف الصادرة                                        | المميزات/الأصناف |
| ------------ | ----------------------------- | ------------------------------------------------------ | --- |
| العدد الأول  | أغسطس 21, 1862 يمكن 27, 1863  | 0.05 دولار 0.10 دولار 0.25 دولار 0.50 دولار            | تم إصدارها كعملة بريدية مع نوعين رئيسيين: 1) الحواف ( المستقيمة مقابل المثقبة )، و2) الأحرف الأولى (وجود أو عدم وجود الأحرف الأولى لشركة American Bank Note Co. (ABCo) على الجانب الخلفي). [ ملاحظة 4 ] تحمل جميع الفئات الأربع ختمًا مطبوعًا على الوجه. |
| العدد الثاني | 10 أكتوبر 1863 23 فبراير 1867 | 0.05 دولار 0.10 دولار 0.25 دولار 0.50 دولار            | إدخال العديد من التدابير لمكافحة التزوير: بيضاوي برونزي (الوجه)، وطبقة إضافية من الحبر البرونزي (الوجه الخلفي)، واستخدام ورق الألياف . [ ملاحظة 5 ] |
| العدد الثالث | 5 ديسمبر 1864 16 أغسطس 1869   | 0.03 دولار 0.05 دولار 0.10 دولار 0.25 دولار 0.50 دولار | الاستخدام المتقطع للرسوم الإضافية، والتوقيعات المقدمة (باستثناء فئة 3 سنتات) المطبوعة (PS) والموقعة (AS) ، وخصائص التصميم (أو مؤشرات الموضع) - إما الحرف "a"، أو الرقم "1"، أو كليهما، على الوجه الأيسر الأقصى.                                        |
| العدد الرابع | 14 يوليو 1869 16 فبراير 1875  | 0.10 دولار 0.15 دولار 0.25 دولار 0.50 دولار            | إجراءات إضافية لمكافحة التزوير: ورق يحمل علامة مائية ("الولايات المتحدة")، ودمج ألياف حريرية كبيرة، وورق طرفي ملون باللون الأزرق . |
| العدد الخامس | 26 فبراير 1874 15 فبراير 1876 | 0.10 دولار 0.25 دولار 0.50 دولار                       | تلوين الورق وألياف الحرير. |

الإلهام والنموذج والدليل للإصدار الأول (عملة البريد)
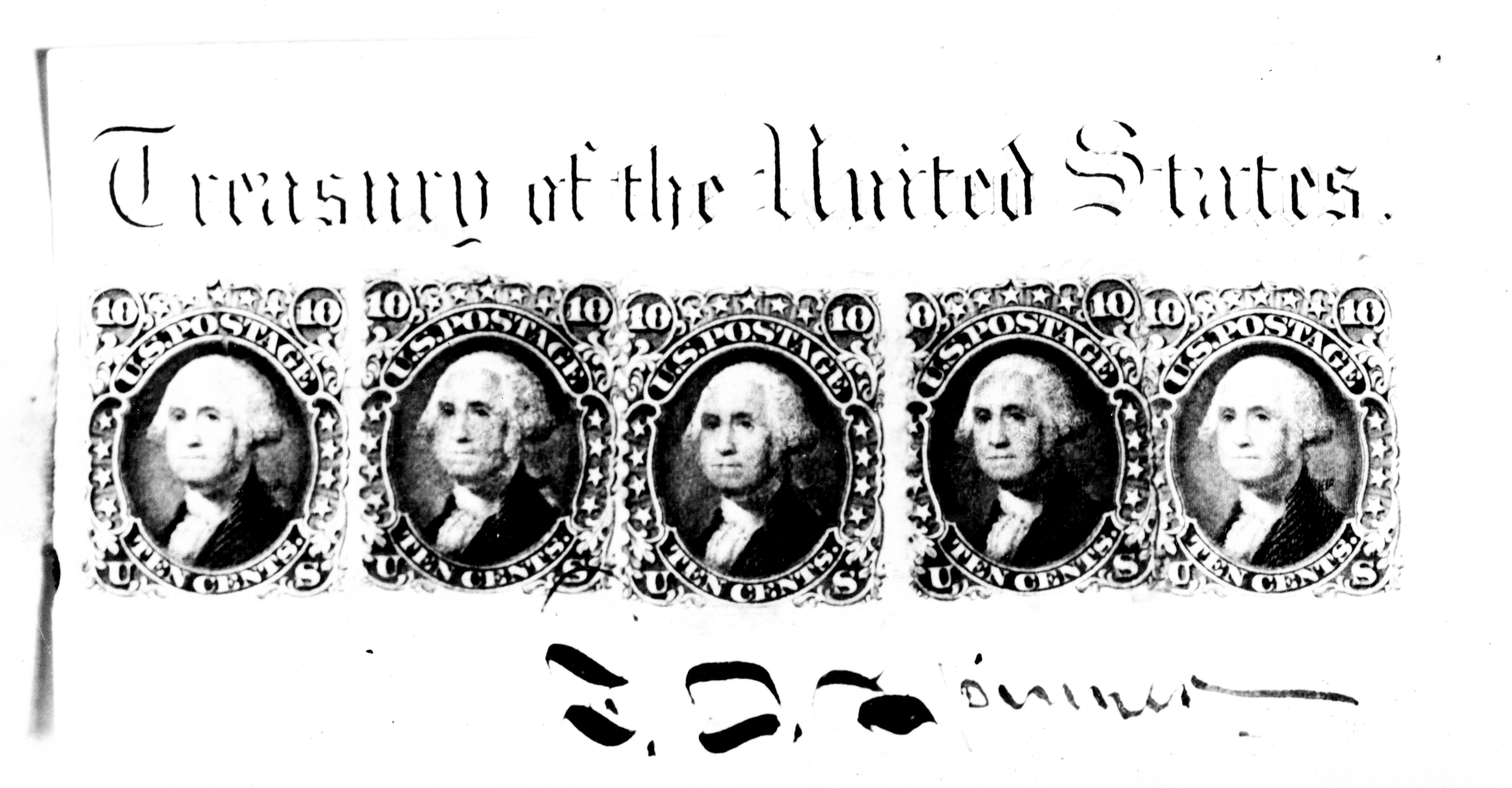
التصميم الأولي الموقع من قبل سبينر (صورة)
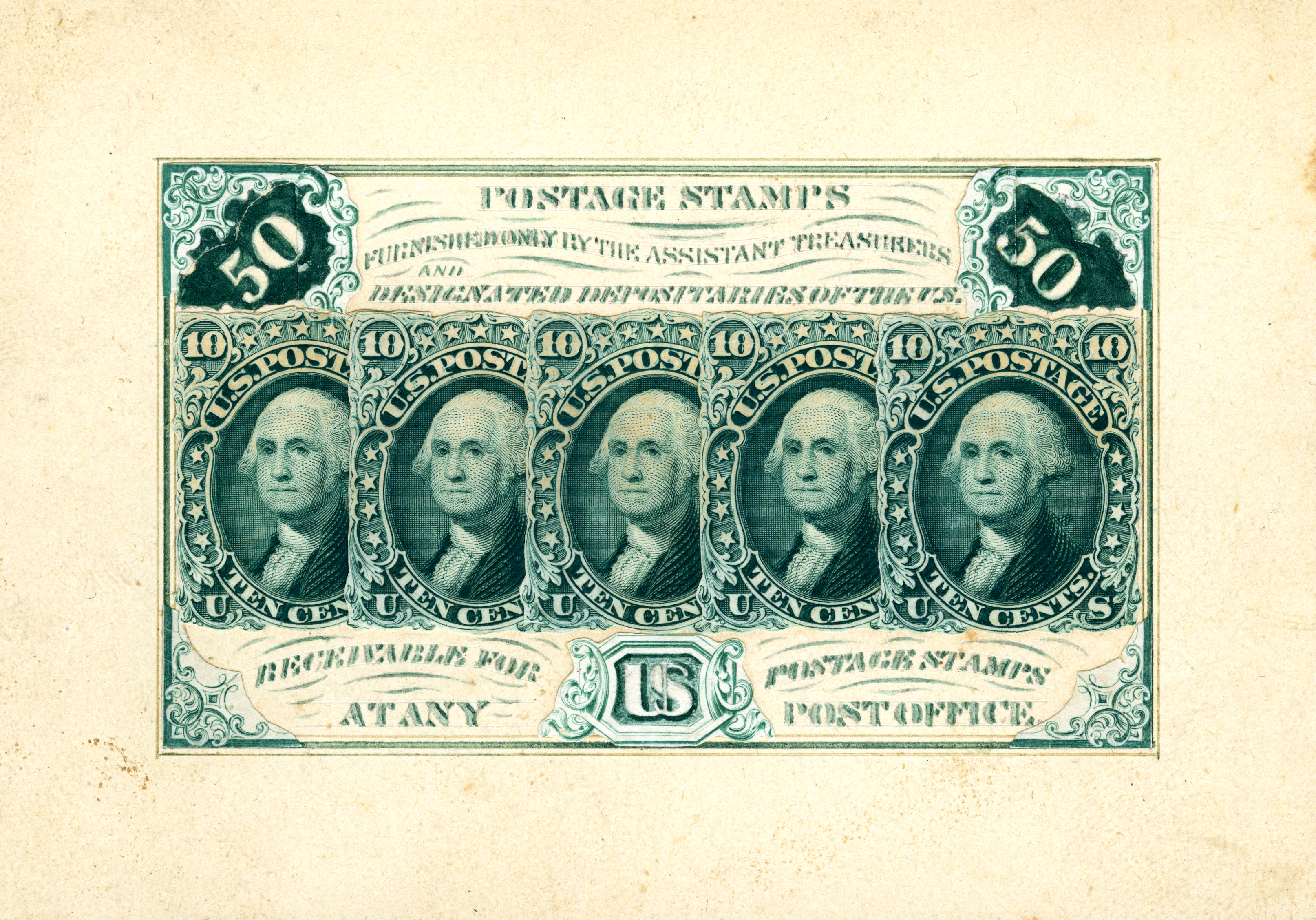
عمل فني أصلي للنموذج
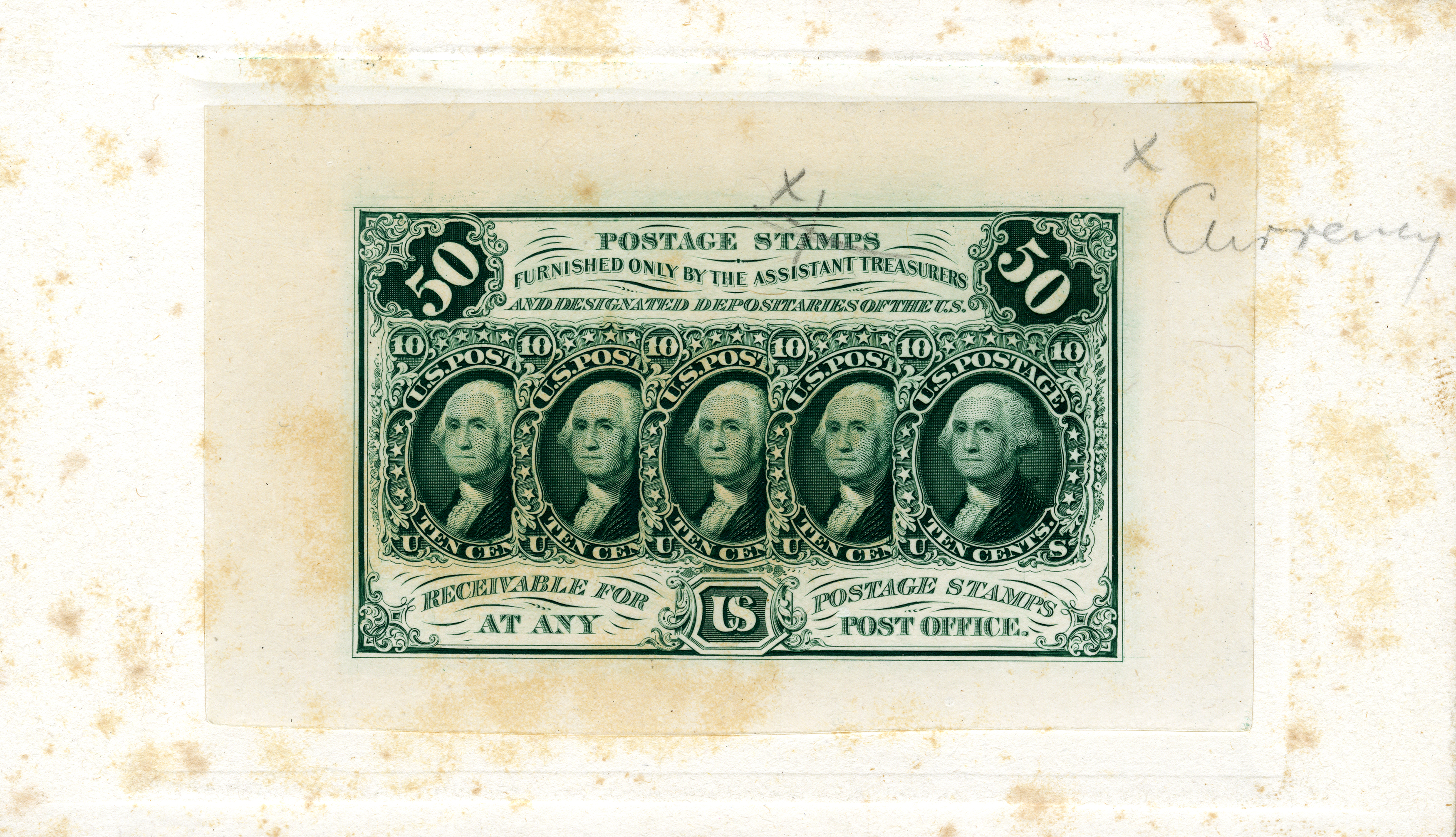
دليل عملي مع ملاحظات بالقلم الرصاص

## صور لأفراد أحياء

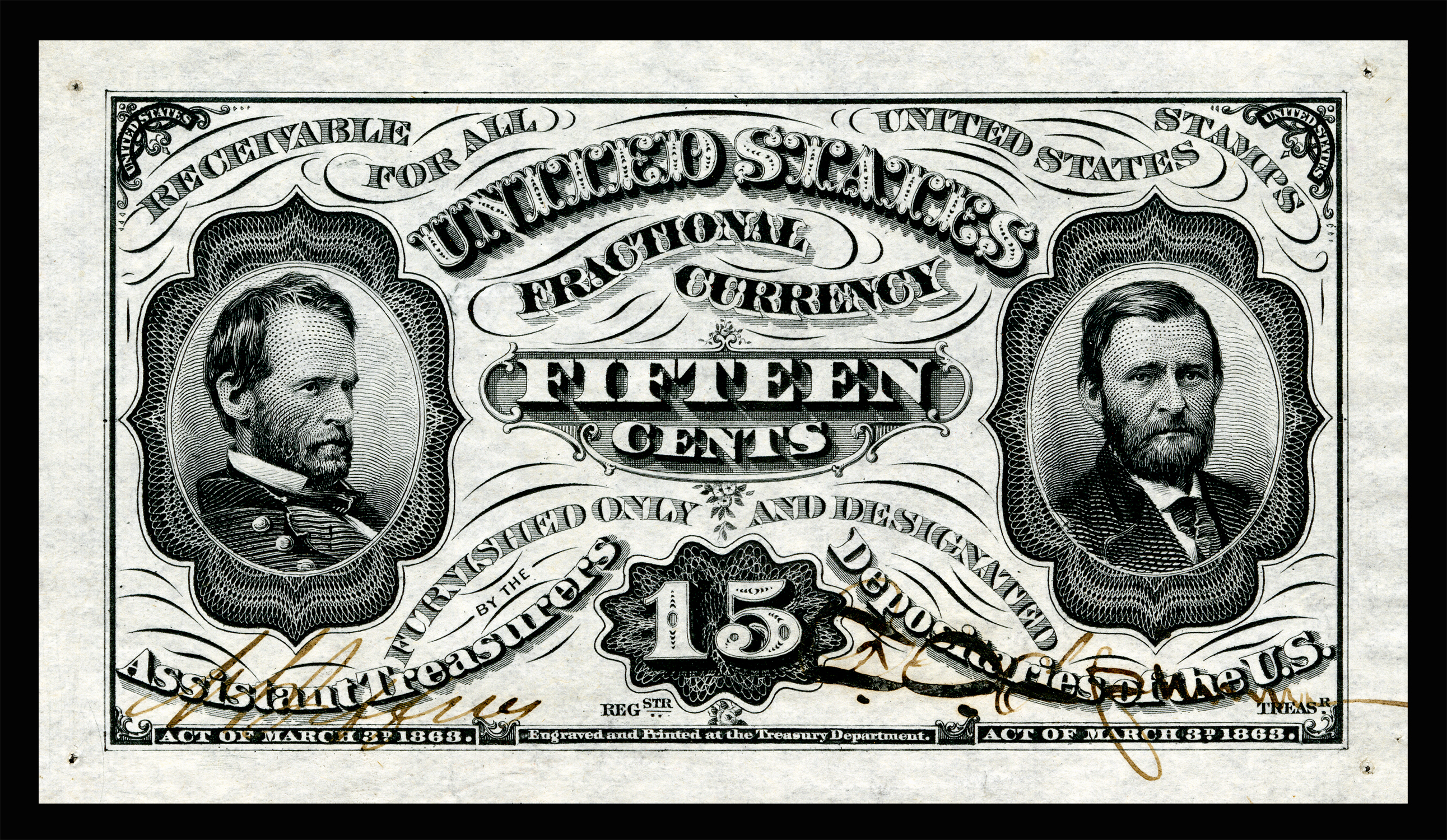
الإصدار الثالث من عملة شيرمان-جرانت فئة 15 سنتًا لا يوجد إلا كعينة غير منشورة.

طبعت صور ثلاثة أشخاص على العملة الكسرية خلال حياتهم: فرانسيس إي. سبينر (أمين خزانة الولايات المتحدة)، وويليام بي. فيسيندين (عضو مجلس الشيوخ الأمريكي ووزير الخزانة)، وسبنسر إم. كلارك (مشرف مكتب العملة الوطنية ). قرر كل من سبينر وكلارك طبع صورتهما على العملة، مما أثار الجدل. كان ممثل الحزب الجمهوري مارتن آر ثاير من ولاية بنسلفانيا منتقدًا صريحًا، حيث أشار إلى أن امتياز وزارة الخزانة في اختيار الصور الشخصية للعملة كان يتعرض للإساءة. في 7 أبريل 1866، بقيادة ثاير، أصدر الكونغرس تشريعًا ينص على وجه التحديد على «عدم وضع صورة لأي شخص حي تنقش بعد ذلك على أي من السندات أو الأوراق المالية أو الأوراق النقدية أو العملات الجزئية أو البريدية للولايات المتحدة». في تاريخ إقرار القانون، انتهوا من عدد من اللوحات الخاصة بالورقة النقدية الجديدة بقيمة 15 سنتًا والتي تصور ويليام تيكومسيه شيرمان ويوليسيس إس جرانت، حيث توجد أدلة اللوحات الخاصة بها في أرشيفات المتحف الوطني للتاريخ الأمريكي التابع لمعهد سميثسونيان. ولكن لم تستخدم هذه اللوحات مطلقًا لإنتاج أوراق نقدية للتداول. كانت الأمثلة الوحيدة التي أنتجت من قبل شركة شيرمان-جرانت عبارة عن عينات أحادية الجانب وضعت على دروع العملة الكسرية.

## قراءة إضافية
- Lera، Thomas (2011). "In the National Postal Museum: Postage and Fractional Currency". Collectors Club Philatelist. ج. 90 ع. 4: 235–237.
- Wakeman، Abram (11 أكتوبر 1862). "The Postage Stamp Currency; Statement of City Postmaster Wakeman in Reference to Defaced Postage Stamps". New York Times. مؤرشف من الأصل في 2013-09-21. اطلع عليه بتاريخ 2013-01-09.

قالب:Money and central banking within the contemporary United States (pre–1913)